# Ometo-Gimira jezici
Ometo-Gimira jezici, ogranak afrazijskih jezika iz skupine gimira, koju čine zajedno s jezikom yemsa [jnj] (skupina janjero). obuhvaća (12) jezika:
a. Chara (1) Etiopija: chara.
b. Gimira jezici (1) Etiopija: bench.
c. Ometo jezici (12): basketo, dorze, gamo-gofa-dawro (podijeljen na 3 jezika), kachama-ganjule, koorete, Male, melo, oyda, wolaytta, zayse-zergulla ili zaysete

## Vanjske poveznice
- Ethnologue (14th)
- Ethnologue (15th)